# Morti nel 988
| Questa pagina contiene informazioni ricavate automaticamente dalle voci biografiche con l'ausilio del template Bio e di un bot. L'aggiornamento è periodico e automatico e ricostruisce completamente la pagina. Se manca una persona in questa lista, sei pregato di non aggiungerla, ma accertati piuttosto che la sua voce biografica contenga il template Bio e che i dati anagrafici siano correttamente compilati. Se il template Bio manca, inseriscilo tu stesso o, in alternativa, metti l'avviso {{tmp\|Bio}} che ne segnala la mancanza. Se i dati riportati sono sbagliati, correggi direttamente la voce biografica; le modifiche saranno visibili in questa lista entro pochi giorni. Per chiarimenti vedi il progetto biografie. La lista contiene solo le 8 persone che sono citate nell'enciclopedia e per le quali è stato implementato correttamente il template Bio. Pagina aggiornata al 19 ott 2024. |

- 13 febbraio - Adalberto Atto di Canossa, nobile italiano
- 18 aprile - Adalberone II di Verdun, vescovo franco
- 28 aprile - Adaldago, arcivescovo tedesco
- 6 maggio - Teodorico II d'Olanda, conte
- 19 maggio - Dunstano di Canterbury, abate e arcivescovo anglosassone
- Ibn Hawqal, mercante e geografo arabo
- Guerech di Bretagna, vescovo
- Santa Wilfrida, badessa britannica